# Moussa Badiane
Moussa Badiane (Orsay, 16 ottobre 1981) è un ex cestista francese con cittadinanza senegalese.

## Palmarès
- Campionato francese: 1

Nancy: 2010-11
- Match des Champions: 1

Nancy: 2011